# Derichthyidae
Derichthyidae – rodzina morskich ryb z rzędu węgorzokształtnych (Anguilliformes) obejmująca 3 gatunki, występujące w wodach Oceanu Atlantyckiego, Indyjskiego i Spokojnego.
Na głowie przedstawicieli tej rodziny występuje seria równoległych smug, stanowiących część układu sensorycznego. Skrzelowa część ciała jest słabo rozwinięta, za otworami skrzelowymi lekko bocznie ścieśniona. Płetwy piersiowe występują u wszystkich gatunków. Nasada płetwy grzbietowej rozpoczyna się za końcem płetwy piersiowej. Otwór odbytowy leży daleko za środkiem ciała. Linia boczna praktycznie kompletna. Liczba kręgów w przedziale od 125 do 160.

## Klasyfikacja
Rodzaje zaliczane do tej rodziny różnią się długością pyska:
- Derichthys Gill, 1884 – jedynym przedstawicielem jest Derichthys serpentinus Gill, 1884 – pysk krótki
- Nessorhamphus Schmidt, 1931 – pysk relatywnie długi[3]

Rodzajem typowym rodziny jest Derichthys.